# بوب جونز (سياسي)
بوب جونز (بالإنجليزية: Bob Jones)‏ هو سياسي بريطاني، ولد في 17 يناير 1955 في ولفرهامبتن في المملكة المتحدة، وتوفي بنفس المكان في 1 يوليو 2014. حزبياً، نشط في حزب العمال.